# Выборы в ландтаг Саара (2017)
Земельные выборы состоялись в Сааре 26 марта 2017 года. Действующий министр-президент Аннегрет Крамп-Карренбауэр выиграла выборы, возглавив большую коалицию Христианско-демократического союза (ХДС) и Социал-демократической партии (СДПГ).

## Предыстория
В результате выборов в 2012 году правящая так называемая «Ямайская коалиция» (ХДС, СвДП и Союз 90/Зелёные) распалась. Христианские демократы одержали победу, однако СвДП понесла огромные потери и не смогла добиться парламентского представительства. Зеленые потеряли голоса избирателей, но смогли преодолеть 5-процентный барьер и получили депутатские мандаты. Находившиеся в оппозиции социал-демократы во главе с Хейко Маасом увеличили количество мест и голосов и остались второй партией в ландтаге. Левая партия понесла сравнительно небольшие потери. Пиратская партия впервые получила представительство в местном парламенте Западной Германии.

## Результаты
| Партия | Партия                                    | Голосов | %       | +/−      | Мест | +/− |
| ------ | ----------------------------------------- | ------- | ------- | -------- | ---- | --- |
|        | Христианско-демократический союз Германии | 217 265 | 40,72 % | ▲5,48    | 24   | ▲5  |
|        | Социал-демократическая партия Германии    | 157 841 | 29,58 % | ▼1,0     | 17   | ▬   |
|        | Левая                                     | 68 566  | 12,85 % | ▼3,28    | 7    | ▼2  |
|        | Альтернатива для Германии                 | 32 935  | 6,17 %  | ▲6,17    | 3    | ▲3  |
|        | Союз 90/Зелёные                           | 21 392  | 4,01 %  | ▼1,03    | 0    | ▼2  |
|        | Свободная демократическая партия Германии | 17 419  | 3,26 %  | ▲2,4 %   | 0    | ▬   |
|        | Партия семьи                              | 4433    | 0,83 %  | ▼0,91 %  | 0    | -   |
|        | Партия пиратов Германии                   | 3979    | 0,75 %  | ▼6,66    | 0    | ▼4  |
|        | Национал-демократическая партия Германии  | 3744    | 0,70 %  | ▼0,046 % | 0    | -   |